# Werburga
Werburga (łac.) Wereburga (ur. ?, zm. około 699) – królewna z Mercji, ksieni w Ely.
Była córką Wulfhera, króla Mercji, i jego żony Ermenhildy. Zakonnica, później ksieni klasztoru w Ely. Założycielka klasztorów w Hanbury, Trentham i w Weedeon.
Jej wspomnienie obchodzi się 3 lutego. W obawie przed duńskimi najeźdźcami relikwie Werburgi przeniesiono do katedry w Chester, gdzie przechowywano je do panowania Henryka VIII.